# Servi Corneli Sul·la (magistrat)
Servi Corneli Sul·la (en llatí Servius Cornelius Sul·la), va ser un magistrat i ambaixador romà. Era fill de Publi Corneli Rufí Sul·la (Publius Cornelius Rufinus Sulla), pretor l'any 212 aC. Formava part de la gens Cornèlia.
Va ser un dels deu comissionats enviats pel senat romà a Macedònia l'any 167 aC després de la victòria romana sobre el rei Perseu, per arranjar els afers de Grècia a l'acabament de la Tercera Guerra Macedònica, juntament amb Luci Emili Paul·le Macedònic.